# Vườn quốc gia Daisetsuzan
Vườn quốc gia Daisetsuzan (大雪山国立公园 Daisetsuzan Kokuritsu Koen, âm Hán Việt: Đại Tuyết sơn quốc lập công viên) hay Taisetsuzan nằm ở trung tâm miền núi phía Bắc của đảo Hokkaidō, Nhật Bản. Với diện tích lên tới 2.267,64 km vuông (875,54 sq mi), Daisetsuzan là vườn quốc gia lớn nhất ở Nhật Bản, tương đương với diện tích của tỉnh Kanagawa. Daisetsuzan có nghĩa là "núi tuyết", mô tả về những đỉnh núi phủ tuyết trong vườn quốc gia. Có 16 đỉnh núi cao trên 2.000 m (6.600 ft) tại Daisetsuzan, có những con đường mòn nhỏ lên những đỉnh núi này nhưng không phải là tất cả các đỉnh núi đều có. Asahidake cao 2.290 mét (7.510 ft) nằm ở phía bắc của vườn quốc gia là điểm cao nhất của đảo Hokkaidō. Vườn Quốc gia Daisetsuzan kéo dài qua hai huyện Kamikawa và Tokachi của Hokkaidō. Được thành lập vào năm 1934, đây là một trong những vườn quốc gia lâu đời nhất tại Nhật Bản.

## Tự nhiên
Vườn Quốc gia Daisetsuzan bao gồm ba nhóm núi lửa. Các nhóm bao gồm các núi lửa dạng tầng xếp chồng lên nhau. Các nhóm này là:
- Nhóm núi lửa Daisetsuzan: nằm ở phần phía bắc của vườn quốc gia, bao gồm ngọn núi cao nhất của Hokkaidō, Asahidake.[3]
- Nhóm núi lửa Tokachi: nằm ở phía tây nam của vườn quốc gia, phía bắc của Yubari và Hidaka. Nó bao gồm núi Tokachi.
- Nhóm núi lửa Shikaribetsu: nằm ở phía đông của vườn quốc gia, bao gồm Núi Ishikari. Sông Ishikari dài 268 km (167 dặm) bắt nguồn từ núi Ishikari là sông dài nhất tại Hokkaidō và thứ ba tại Nhật Bản.[2][7]

Các nhóm núi lửa nằm trên một vùng cao nguyên trung tâm bị chi phối bởi núi Tomuraushi. Ngoài ra, vườn quốc gia Daisetsuzan cũng được biết đến với khu vực đồng cỏ núi cao hoang sơ cùng các suối nước nóng.
Vườn quốc gia Daisetsuzan nổi tiếng với các loài động vật hoang dã, nhiều trong số đó là các loài quý hiếm. Đáng chú ý nhất, đây là nhà của một dân số gấu nâu. Pika một loài động vật có vú nhỏ cũng được tìm thấy tại Daisetsuzan. Các khu rừng của Vườn Quốc gia Daisetsuzan bị chi phối bởi các loài thực vật như Vân sam Yezo và lãnh sam Sakhalin. Trong số 450 loài thực vật núi cao tìm thấy trên đảo Hokkaidō, một nửa được tìm thấy trong Vườn quốc gia Daisetsuzan.